# شاة قليآباد (مقاطعة دلفان)
شاة قليآباد (بالفارسية: شاه قلی‌آباد) هي قرية تقع في قسم ميربغ الجنوبي الريفي (مقاطعة دلفان) في إيران. يقدر عدد سكانها بـ 82 نسمة بحسب إحصاء 2016.